# Bőcs
Bőcs is een plaats (község) en gemeente in het Hongaarse comitaat Borsod-Abaúj-Zemplén. Bőcs telt 2881 inwoners (2006).